# Ґрушкі (Августівський повіт)
Ґрушкі (пол. Gruszki) — село в Польщі, у гміні Пласька Августівського повіту Підляського воєводства.
Населення — 269 осіб (2011).
У 1975-1998 роках село належало до Сувальського воєводства.

## Демографія
Демографічна структура станом на 31 березня 2011 року:
|          | Загалом | Допрацездатний вік | Працездатний вік | Постпрацездатний вік |
| -------- | ------- | ------------------ | ---------------- | -------------------- |
| Чоловіки | 137     | 24                 | 89               | 24                   |
| Жінки    | 132     | 28                 | 56               | 48                   |
| Разом    | 269     | 52                 | 145              | 72                   |